# Химбаша
Химбаша (тигринья ሕምባሻ), также амбаша (амх. አምባሻ) — сладкий праздничный хлеб. Изначально был блюдом сугубо эритрейской кухни, однако позже стал популярен и в эфиопской. Обычно подаётся на мероприятиях. Химбаша не обходится без ароматизатора: чаще всего им служат семена кардамона, однако используются и другие ингредиенты.
Перед запеканием тесту придают определённый дизайн и форму: обычно это форма колеса с углублениями для спиц.
Самыми распространёнными добавками являются засахаренный имбирь, апельсин и изюм, однако встречаются и вариации без добавок.